# Réné-François de Beauvau du Rivau
Réné-François de Beauvau du Rivau (Rivau, 4 november 1664 - Narbonne, 4 augustus 1739) was een Franse rooms-katholieke geestelijke die tussen 1707 en 1713 bisschop van Doornik was. Daarna was hij achtereenvolgens aartsbisschop van Toulouse en van Narbonne.
De Beauvau was afkomstig uit Poitou. Hij werd in 1701 aangesteld tot bisschop van Bayonne. In 1707 werd hij er opgevolgd door André Dreuilhet, een uitgesproken jansenist.
In 1707 werd hij bisschop van Doornik als vervanger van de overleden Louis-Marcel de Coëtlogon-Méjusseaume. Hij was de laatste in een reeks Franse bisschoppen gekozen door koning Lodewijk XIV van Frankrijk. De stad Doornik was toen immers in Franse handen. Net als zijn voorganger was bisschop de Beauvau een uitgesproken anti-jansenist en steunde hierbij erg op de jezuïeten in een bisdom waar veel priesters, zeker in het kathedraalkapittel, het jansenisme genegen waren. Op 1 augustus 1709 werd Doornik ingenomen door een Hollands leger en de Beauvau koos ervoor te vluchten. De Hollanders legden beslag op zijn inkomsten als bisschop en de bisschopszetel bleef de facto vacant tot 1713. Door de Vrede van Utrecht kwam Het Doornikse terug naar de Zuidelijke Nederlanden. Doornik kreeg een nieuwe, Oostenrijkse bisschop, Johan-Ernst van Löwenstein-Wertheim.
De Beauvau werd aangesteld als aartsbisschop van Toulouse. In 1721 werd hij aartsbisschop van Narbonne.